# Route nationale 48
Die Route nationale 48, kurz N 48 oder RN 48, war eine französische Nationalstraße.
Die Nationalstraße wurde 1824 zwischen Valenciennes und der belgischen Grenze bei Péruwelz festgelegt wurde, wo sie in der belgischen Nationalstraße 60 ihre Verlängerung findet. Sie geht auf die Route impériale 51 zurück. Ihre Länge betrug 18,5 Kilometer.
1973 wurde die Nationalstraße auf voller Länge abgestuft. 1978 wurde die als Schnellstraße ausgebaute Nationalstraße 347C zwischen Aix-Noulette und Avion, die Lens nördlich und östlich umläuft, als Nationalstraße 48 ausgeschildert. Im gleichen Jahr noch wurde der Abschnitt zwischen Aix-Noulette und Lens in die Autobahn C26 umgewidmet. Diese ist seit 1982 Teil der Autobahn 21. Das restliche Teilstück zwischen Lens und Avion wird seit 1981 als Autobahn 211 beschildert.